# Goldstreifiger Prachtkäfer
Der Goldstreifige Prachtkäfer (Buprestis splendens) ist ein Käfer aus der Familie der Prachtkäfer (Buprestidae). Er zählt zu den seltensten Vertretern seiner Familie in Europa.
Die Art kam ursprünglich auch in Teilen Nord- und Mitteleuropas vor, ist jedoch heutzutage auf Reliktvorkommen in Süd- und Südosteuropa beschränkt. Die Rote Liste der IUCN führt den Goldstreifigen Prachtkäfer als stark gefährdet (endangered) auf.

## Merkmale
Mit 14–22 mm zählt Buprestis splendens zu den größeren Vertretern der europäischen Prachtkäfer. Die Art zeichnet sich durch glänzende, smaragdgrüne oder blaue bis bronzene Flügeldecken aus, deren Naht und Ränder golden bis purpurfarbig sind – so ergibt sich das namensgebende Streifenmuster. Letzteres kann bei dunkler gefärbten Individuen unscheinbar ausfallen. Die Käfer sind flugfähig.
Verwechslungsgefahr mit heimischen Arten besteht nicht, allerdings können vereinzelt eingeschleppte Exemplare von Buprestis aurulenta aus Nordamerika auftreten. Diese lassen sich nur durch Experten vom Goldstreifigen Prachtkäfer unterscheiden. In der Vergangenheit wurde dies ausgenutzt, um Sammlern Exemplare der häufigeren amerikanischen Art zu verkaufen, indem man sie als den seltenen und begehrten Buprestis splendens deklarierte.

## Verbreitung
Bei Buprestis splendens handelt es sich um eine Reliktart, d. h. die Art kommt nur noch in einzelnen, stark versprengten Populationen vor. In einigen Teilen ihres Verbreitungsgebiets, insbesondere in Nord- und Mitteleuropa ist die Art vollständig erloschen. In der ursprünglichen Artbeschreibung wurde das Vorkommen mit China angegeben, dies wird aber von späteren Autoren bezweifelt.
Historische Belege finden sich nördlich bis Schweden und Finnland, östlich ist sie bis Russland und (zumindest ehemals) in der Ukraine verbreitet. Auch in Deutschland war die Art ursprünglich zumindest in Bayern, Sachsen und Preußen und Ostpreußen (Königsberg) anzutreffen, gilt aber als seit ca. 1900 ausgestorben. In Österreich gab es für mehr als 100 Jahre keine Funde mehr, bis ein bzw. zwei Nachweise in den frühen 2000er Jahren gelangen, seitdem wurden jedoch keine weiteren Funde gemeldet. Möglicherweise ist die Art auch in der Ukraine ausgestorben. Der Rückgang der Art ist auf den Verlust geeigneter Lebensräume im Zuge der Forstwirtschaft sowie auf die Folgen des Klimawandels zurückzuführen. Die heutigen Vorkommen befinden sich daher an forstwirtschaftlich nicht relevanten Standorten.
Heutzutage ist die Art vor allem auf der Balkanhalbinsel, aber auch in Italien zu finden. Des Weiteren sind soll die Art an drei Orten in Spanien, sowie Polen und Russland anwesend sein.

## Ökologie
Das gesamte Leben der Käfer ist durch eine enge Bindung an Holz geprägt, sie zählen also zu den Xylobionten. Ökologisch betrachtet handelt es sich also um Totholzkäfer. Die Ernährung erfolgt oligophag an Kiefern (Pinus sylvestris, P. nigra, P. heldreichii) und Lärchen (Larix decidua).

### Lebensraum
Die thermophilen Käfer bewohnen alte, sonnenexponierte Kiefernwälder, oft in Hanglage. Das Alter der Standorte ist entscheidend, da die Käfer bevorzugt Bäume besiedeln, die schon (teilweise) abgestorben sind und ihre Larven sich im Totholz entwickeln, welches in bewirtschafteten Wäldern regelmäßig entfernt wird. Im Zuge der Klimaerwärmung weichen die Tiere z. T. in höher gelegene Habitate aus.

### Lebenszyklus
Über den Lebenszyklus der Tiere ist nur wenig bekannt. Die Männchen halten sich zeitlebens in der Wipfelregion der Bäume auf, die Weibchen hingegen begeben sich zur Eiablage mitunter auch auf den Waldboden, sofern dort geeignetes Totholz vorhanden ist. Ansonsten erfolgt die Eiablage ebenfalls in den Wipfeln. Als Brutholz dienen rindenlose Stämme von Kiefern sowie Lärchen. Hölzer mit direkter Sonneneinstrahlung werden dabei bevorzugt. Die Entwicklung der Larven benötigt vermutlich mindestens zwei Jahre und variiert möglicherweise abhängig von Qualität des Substrats. Die erwachsenen Käfer sind tagaktiv und hauptsächlich im Sommer von Juli bis August anzutreffen.

## Gefährdung und Schutz

### Schutzstatus
Laut der Roten Liste der IUCN ist der Golstreifige Prachtkäfer insgesamt stark gefährdet (endangered). Im Mittelmeerraum wird er als zumindest gefährdet (vulnerable) eingestuft.
In Deutschland gilt die Art laut Rote Liste Zentrum ausgestorben bzw. verschollen, in Österreich wird er in der Kategorie RE (regional ausgestorben) geführt. Die Rote Liste der italienischen Totholzkäfer listet ihn als vom Aussterben bedroht (critically endangered). Auf europäischer Ebene ist die Art im Anhang II der Berner Konvention sowie in Appendix II und IV der FFH-Richtlinie gelistet.

### Gefährdung und Schutzmaßnahmen
Da über die Lebensweise der Käfer vergleichsweise wenig bekannt ist, gibt es keine artspezifischen Schutzmaßnahmen. Durch den Schutz der bestehenden Habitate kann die Art erhalten werden. Neue Flächen können potentiell erschlossen werden, wenn Totholz stehen gelassen und auf die forstwirtschaftliche Nutzung der Standorte verzichtet wird. EU-weit existieren momentan 14 geschützte Natura-2000-Flächen, auf denen die Art gemeldet ist. Sie befinden sich in Polen, Österreich, Italien, Rumänien und Griechenland.
Neben Habitatverlust gefährden auch Waldbrände und das Fangen der Tiere für Sammlungen die Art. Des Weiteren scheint die eigentlich wärmeliebende Art aufgrund der Klimaerwärmung in höhere Lagen auszuweichen. Wo dies nicht möglich ist stirbt die Art mitunter aus.

## Taxonomie
Über die Identität der Art herrschte mehrfach Uneinigkeit. Daraus resultiert eine Reihe (vermeintlicher) Synonyme. Die folgende Liste erhebt keinen Anspruch auf Vollständigkeit.
- Buprestis pretiosa Herbst, 1801, sowie

- Buprestis splendida Paykull, 1799

sind Synonyme von Buprestis splendens. Hingegen wurde letzterer Namea auch von zwei weiteren Autoren verwendet, bezeichnet aber heute andere Arten:
- Buprestis splendida Goeze, 1777 > Melobasis splendida (Donovan, 1805)
- Buprestis splendida Donovan, 1805 > Sternocera chrysis (Fabricius, 1775)

Laut einer Website der European Environmental Agency (EEA) handelt es sich bei Buprestis splendens um ein Synonym von Chrysobothris sexpunctata. Dies ist ein Fehler. Alle dort eingetragenen Informationen beziehen sich, übereinstimmend mit den übrigen Quellen, auf Buprestis splendens. Die Verwechslung lässt sich vermutlich darauf zurückführen, dass zwei Artbeschreibungen existieren: Die valide Beschreibung Buprestis splendens Fabricius, 1775 sowie eine spätere Beschreibung Buprestis splendens Voet, 1806, welche später mit Chrysobothris sexpunctata (Fabricius, 1801) synonymisiert wurde.
Auf der Website Käfer Europas findet sich die Anmerkung, dass Buprestis splendens mitunter als Buprestis aurulenta bekannt ist. Heutzutage bezieht sich Buprestis aurulenta Linnaeus, 1767 jedoch auf den oben erwähnten, nordamerikanischen Vertreter der Gattung.